# Skånefibbla
Skånefibbla (Crepis biennis) är en växtart i familjen korgblommiga växter.